# Olympische Sommerspiele 2016/Teilnehmer (Bulgarien)
| Gelbes Symbol für Goldmedaillen mit stilisierten Olympischen Ringen | Graues Symbol für Silbermedaillen mit stilisierten Olympischen Ringen | Braundes Symbol für Bronzemedaillen mit stilisierten Olympischen Ringen |
| ------------------------------------------------------------------- | --------------------------------------------------------------------- | ----------------------------------------------------------------------- |
| —                                                                   | 1                                                                     | 2                                                                       |

Bulgarien nahm an den Olympischen Spielen 2016 in Rio de Janeiro teil. Es war die insgesamt 20. Teilnahme an Olympischen Sommerspielen. Das Balgarski olimpijski komitet nominierte 51 Athleten in 14 Sportarten.

## Teilnehmer nach Sportarten

### Badminton
| Athleten                       | Wettbewerb | Gruppenphase                                                                       | Gruppenphase                                             | Gruppenphase | Gruppenphase | Achtelfinale  | Achtelfinale       | Viertelfinale | Viertelfinale | Halbfinale    | Halbfinale    | Finale        | Finale        | Rang          |
| Athleten                       | Wettbewerb | Gegner                                                                             | Ergebnis                                                 | Punkte       | Rang         | Gegner        | Ergebnis           | Gegner        | Ergebnis      | Gegner        | Ergebnis      | Gegner        | Ergebnis      | Rang          |
| ------------------------------ | ---------- | ---------------------------------------------------------------------------------- | -------------------------------------------------------- | ------------ | ------------ | ------------- | ------------------ | ------------- | ------------- | ------------- | ------------- | ------------- | ------------- | ------------- |
| Frauen                         |            |                                                                                    |                                                          |              |              |               |                    |               |               |               |               |               |               |               |
| Linda Setschiri                | Einzel     | Kirsty Gilmour Sabrina Jaquet                                                      | 2:1 (12:21, 21:17, 21:16) 2:0 (21:15, 21:17)             | 96:86        | 1            | Sung Ji-hyun  | 0:2 (15:21, 12:21) | ausgeschieden | ausgeschieden | ausgeschieden | ausgeschieden | ausgeschieden | ausgeschieden | ausgeschieden |
| Gabriela Stoewa Stefani Stoewa | Doppel     | Tang Yuanting / Yu Yang Chang Ye-na / Lee So-hee Johanna Goliszewski / Carla Nelte | 0:2 (14:21, 11:21) 0:2 (22:24, 15:21) 2:0 (21:14, 21:19) | 104:120      | 3            | ausgeschieden | ausgeschieden      | ausgeschieden | ausgeschieden | ausgeschieden | ausgeschieden | ausgeschieden | ausgeschieden | ausgeschieden |

### Boxen
| Athleten          | Wettbewerb               | 1. Runde                 | 1. Runde | Achtelfinale   | Achtelfinale | Viertelfinale | Viertelfinale | Halbfinale    | Halbfinale    | Finale        | Finale        | Rang          |
| Athleten          | Wettbewerb               | Gegner                   | Ergebnis | Gegner         | Ergebnis     | Gegner        | Ergebnis      | Gegner        | Ergebnis      | Gegner        | Ergebnis      | Rang          |
| ----------------- | ------------------------ | ------------------------ | -------- | -------------- | ------------ | ------------- | ------------- | ------------- | ------------- | ------------- | ------------- | ------------- |
| Frauen            |                          |                          |          |                |              |               |               |               |               |               |               |               |
| Stanimira Petrowa | Fliegengewicht bis 51 kg | Freilos                  | Freilos  | Tetjana Kob    | 1:2          | ausgeschieden | ausgeschieden | ausgeschieden | ausgeschieden | ausgeschieden | ausgeschieden | ausgeschieden |
| Männer            |                          |                          |          |                |              |               |               |               |               |               |               |               |
| Daniel Assenow    | Fliegengewicht bis 52 kg | Fernando Daniel Martínez | 2:1      | Mohamed Flissi | 0:3          | ausgeschieden | ausgeschieden | ausgeschieden | ausgeschieden | ausgeschieden | ausgeschieden | ausgeschieden |
| Simeon Chamow     | Weltergewicht bis 69 kg  | Onur Şipal               | 3:0      | Sailom Adi     | 0:3          | ausgeschieden | ausgeschieden | ausgeschieden | ausgeschieden | ausgeschieden | ausgeschieden | ausgeschieden |

### Fechten
| Athleten        | Wettbewerb   | 1. Runde         | 1. Runde | 2. Runde     | 2. Runde | Achtelfinale  | Achtelfinale  | Viertelfinale | Viertelfinale | Halbfinale / Klassifikation | Halbfinale / Klassifikation | Finale / Platzierung | Finale / Platzierung | Rang          |
| Athleten        | Wettbewerb   | Gegner           | Ergebnis | Gegner       | Ergebnis | Gegner        | Ergebnis      | Gegner        | Ergebnis      | Gegner                      | Ergebnis                    | Gegner               | Ergebnis             | Rang          |
| --------------- | ------------ | ---------------- | -------- | ------------ | -------- | ------------- | ------------- | ------------- | ------------- | --------------------------- | --------------------------- | -------------------- | -------------------- | ------------- |
| Männer          |              |                  |          |              |          |               |               |               |               |                             |                             |                      |                      |               |
| Pantscho Paskow | Säbel Einzel | Alexei Jakimenko | 15:14    | Matyas Szabo | 6:15     | ausgeschieden | ausgeschieden | ausgeschieden | ausgeschieden | ausgeschieden               | ausgeschieden               | ausgeschieden        | ausgeschieden        | ausgeschieden |

### Judo
| Athleten           | Wettbewerb | 1. Runde   | 1. Runde    | 2. Runde             | 2. Runde    | Viertelfinale | Viertelfinale | Halbfinale / Trostrunde | Halbfinale / Trostrunde | Finale / Platz 3 | Finale / Platz 3 | Rang |
| Athleten           | Wettbewerb | Gegner     | Ergebnis    | Gegner               | Ergebnis    | Gegner        | Ergebnis      | Gegner                  | Ergebnis                | Gegner           | Ergebnis         | Rang |
| ------------------ | ---------- | ---------- | ----------- | -------------------- | ----------- | ------------- | ------------- | ----------------------- | ----------------------- | ---------------- | ---------------- | ---- |
| Männer             |            |            |             |                      |             |               |               |                         |                         |                  |                  |      |
| Janislaw Gertschew | bis 60 kg  | M.-y. Tsai | 110s2:000s2 | Amiran Papinaschwili | 000s0:100s1 | ausgeschieden | ausgeschieden | ausgeschieden           | ausgeschieden           | ausgeschieden    | ausgeschieden    | 9    |
| Iwajlo Iwanow      | bis 81 kg  | F. de Wit  | 110s2:000s1 | Lee Seung-su         | 010s2:000s0 | T. Stevens    | 000s1:100s0   | M. Marconcini           | 000s0:100s0             | ausgeschieden    | ausgeschieden    | 7    |

### Kanu

#### Kanurennsport
| Athleten           | Wettbewerb | Vorlauf      | Vorlauf | Halbfinale    | Halbfinale    | Finale        | Finale        | Rang          |
| Athleten           | Wettbewerb | Zeit         | Rang    | Zeit          | Rang          | Zeit          | Rang          | Rang          |
| ------------------ | ---------- | ------------ | ------- | ------------- | ------------- | ------------- | ------------- | ------------- |
| Männer             |            |              |         |               |               |               |               |               |
| Miroslaw Kirtschew | K-1 1000 m | 3:39,363 min | 6       | ausgeschieden | ausgeschieden | ausgeschieden | ausgeschieden | ausgeschieden |
| Angel Kodinow      | C-1 200 m  | 42,694 s     | 4       | 42,925 s      | 7             | ausgeschieden | ausgeschieden | ausgeschieden |
| Angel Kodinow      | C-1 1000 m | 4:27,904 min | 5       | 4:30,574 min  | 6             | 4:10,102 min  | 14            | 14            |

### Leichtathletik
Laufen und Gehen 
| Athleten          | Wettbewerb       | Runde 1                                         | Runde 1                                         | Halbfinale                                      | Halbfinale                                      | Finale                                          | Finale                                          | Rang                                            |
| Athleten          | Wettbewerb       | Zeit                                            | Rang                                            | Zeit                                            | Rang                                            | Zeit                                            | Rang                                            | Rang                                            |
| ----------------- | ---------------- | ----------------------------------------------- | ----------------------------------------------- | ----------------------------------------------- | ----------------------------------------------- | ----------------------------------------------- | ----------------------------------------------- | ----------------------------------------------- |
| Frauen            |                  |                                                 |                                                 |                                                 |                                                 |                                                 |                                                 |                                                 |
| Iwet Lalowa       | 100 m            | 11,35 s                                         | 20                                              | nicht angetreten                                | nicht angetreten                                | ausgeschieden                                   | ausgeschieden                                   | 24                                              |
| Iwet Lalowa       | 200 m            | 22,61 s                                         | 7                                               | 22,42 s                                         | 7                                               | 22,69 s                                         | 8                                               | 8                                               |
| Miliza Mirtschewa | Marathon         | –                                               | –                                               | –                                               | –                                               | 2:51:06 h                                       | 108                                             | 108                                             |
| Silwija Danekowa  | 3000 m Hindernis | ausgeschlossen wegen Dopings am 12. August 2016 | ausgeschlossen wegen Dopings am 12. August 2016 | ausgeschlossen wegen Dopings am 12. August 2016 | ausgeschlossen wegen Dopings am 12. August 2016 | ausgeschlossen wegen Dopings am 12. August 2016 | ausgeschlossen wegen Dopings am 12. August 2016 | ausgeschlossen wegen Dopings am 12. August 2016 |
| Männer            |                  |                                                 |                                                 |                                                 |                                                 |                                                 |                                                 |                                                 |
| Mitko Zenow       | 3000 m Hindernis | 8:54,79 min                                     | 41                                              | –                                               | –                                               | ausgeschieden                                   | ausgeschieden                                   | 41                                              |

 Springen und Werfen 
| Athleten             | Wettbewerb  | Qualifikation | Qualifikation | Finale        | Finale        | Rang   |
| Athleten             | Wettbewerb  | Weite/Höhe    | Rang          | Weite/Höhe    | Rang          | Rang   |
| -------------------- | ----------- | ------------- | ------------- | ------------- | ------------- | ------ |
| Frauen               |             |               |               |               |               |        |
| Mirela Demirewa      | Hochsprung  | 1,94 m        | 9             | 1,97 m        | 2             | Silber |
| Gabriela Petrowa     | Dreisprung  | 13,92 m       | 22            | ausgeschieden | ausgeschieden | 22     |
| Radoslawa Mawrodiewa | Kugelstoßen | 17,20 m       | 21            | ausgeschieden | ausgeschieden | 21     |
| Männer               |             |               |               |               |               |        |
| Tichomir Iwanow      | Hochsprung  | 2,29 m        | 1             | 2,29 m        | 10            | 10     |
| Georgi Zonow         | Dreisprung  | 15,20 m       | 39            | ausgeschieden | ausgeschieden | 39     |
| Rumen Dimitrow       | Dreisprung  | 16,36 m       | 26            | ausgeschieden | ausgeschieden | 26     |
| Georgi Iwanow        | Kugelstoßen | 19,49 m       | 25            | ausgeschieden | ausgeschieden | 25     |

### Moderner Fünfkampf
| Athleten          | Fechten | Fechten | Schwimmen   | Schwimmen | Reiten | Reiten | Combined     | Combined | Punkte | Rang |
| Athleten          | Bilanz  | Punkte  | Zeit        | Punkte    | Zeit   | Punkte | Zeit         | Punkte   | Punkte | Rang |
| ----------------- | ------- | ------- | ----------- | --------- | ------ | ------ | ------------ | -------- | ------ | ---- |
| Männer            |         |         |             |           |        |        |              |          |        |      |
| Dimitar Krastanow | 9:16    | 214     | 2:04,96 min | 326       | E      | 0      | 11:02,95 min | 638      | 1179   | 33   |

### Radsport

#### Straße
| Athleten        | Wettbewerb    | Zeit          | Rang          |
| --------------- | ------------- | ------------- | ------------- |
| Männer          |               |               |               |
| Stefan Christow | Straßenrennen | nicht beendet | nicht beendet |

### Ringen
| Athleten                         | Wettbewerb        | 1. Runde               | 1. Runde | Achtelfinale         | Achtelfinale  | Viertelfinale     | Viertelfinale | Halbfinale                  | Halbfinale    | Hoffnungsrunde Viertelfinale | Hoffnungsrunde Viertelfinale | Hoffnungsrunde Halbfinale | Hoffnungsrunde Halbfinale | Hoffnungsrunde Finale | Hoffnungsrunde Finale | Finale        | Finale        | Rang   |
| Athleten                         | Wettbewerb        | Gegner                 | Ergebnis | Gegner               | Ergebnis      | Gegner            | Ergebnis      | Gegner                      | Ergebnis      | Gegner                       | Ergebnis                     | Gegner                    | Ergebnis                  | Gegner                | Ergebnis              | Gegner        | Ergebnis      | Rang   |
| -------------------------------- | ----------------- | ---------------------- | -------- | -------------------- | ------------- | ----------------- | ------------- | --------------------------- | ------------- | ---------------------------- | ---------------------------- | ------------------------- | ------------------------- | --------------------- | --------------------- | ------------- | ------------- | ------ |
| Freistil Frauen                  |                   |                        |          |                      |               |                   |               |                             |               |                              |                              |                           |                           |                       |                       |               |               |        |
| Eliza Jankowa                    | Klasse bis 48 kg  | Rebecca Muambo         | 4:0      | Milana Dadaschewa    | 3:1           | Carolina Castillo | 3:1           | Mariya Stadnik              | 0:5           | –                            | –                            | –                         | –                         | Patricia Bermúdez     | 3:1                   | ausgeschieden | ausgeschieden | Bronze |
| Mimi Christowa                   | Klasse bis 58 kg  | Pürewdordschiin Orchon | 1:3      | ausgeschieden        | ausgeschieden | ausgeschieden     | ausgeschieden | ausgeschieden               | ausgeschieden | ausgeschieden                | ausgeschieden                | ausgeschieden             | ausgeschieden             | ausgeschieden         | ausgeschieden         | ausgeschieden | ausgeschieden | 15     |
| Tajbe Jussein                    | Klasse bis 63 kg  | Freilos                | Freilos  | Elena Pirozhkova     | 1:3           | ausgeschieden     | ausgeschieden | ausgeschieden               | ausgeschieden | ausgeschieden                | ausgeschieden                | ausgeschieden             | ausgeschieden             | ausgeschieden         | ausgeschieden         | ausgeschieden | ausgeschieden | 13     |
| griechisch-römischer Stil Männer |                   |                        |          |                      |               |                   |               |                             |               |                              |                              |                           |                           |                       |                       |               |               |        |
| Daniel Aleksandrow               | Klasse bis 75 kg  | Arsen Dschulfalakjan   | 3:1      | Péter Bácsi          | 0:4           | ausgeschieden     | ausgeschieden | ausgeschieden               | ausgeschieden | ausgeschieden                | ausgeschieden                | ausgeschieden             | ausgeschieden             | ausgeschieden         | ausgeschieden         | ausgeschieden | ausgeschieden | 11     |
| Nikolai Bairjakow                | Klasse bis 85 kg  | Freilos                | Freilos  | Adem Boudjemline     | 3:0           | Schan Belenjuk    | 1:4           | ausgeschieden               | ausgeschieden | Freilos                      | Freilos                      | Ahmed Othman              | 3:1                       | Dschawid Gamsatow     | 1:3                   | ausgeschieden | ausgeschieden | 5      |
| Elis Guri                        | Klasse bis 98 kg  | Hamza Haloui           | 3:1      | Rewas Nadareischwili | 3:1           | Fredrik Schön     | 0:5           | ausgeschieden               | ausgeschieden | ausgeschieden                | ausgeschieden                | ausgeschieden             | ausgeschieden             | ausgeschieden         | ausgeschieden         | ausgeschieden | ausgeschieden | 7      |
| Freistil Männer                  |                   |                        |          |                      |               |                   |               |                             |               |                              |                              |                           |                           |                       |                       |               |               |        |
| Wladimir Dubow                   | Klasse bis 57 kg  | Freilos                | Freilos  | Daniel Dennis        | 4:0           | Ivan Guidea       | 5:0           | Wladimer Chintschegaschwili | 1:3           | –                            | –                            | –                         | –                         | Hacı Əliyev           | 1:3                   | ausgeschieden | ausgeschieden | 5      |
| Borislaw Nowatschkow             | Klasse bis 65 kg  | Meisam Nasiri          | 3:1      | Franklin Gómez       | 1:3           | ausgeschieden     | ausgeschieden | ausgeschieden               | ausgeschieden | ausgeschieden                | ausgeschieden                | ausgeschieden             | ausgeschieden             | ausgeschieden         | ausgeschieden         | ausgeschieden | ausgeschieden | 8      |
| Georgi Iwanow                    | Klasse bis 74 kg  | Freilos                | Freilos  | Iakob Makaraschwili  | 1:3           | ausgeschieden     | ausgeschieden | ausgeschieden               | ausgeschieden | ausgeschieden                | ausgeschieden                | ausgeschieden             | ausgeschieden             | ausgeschieden         | ausgeschieden         | ausgeschieden | ausgeschieden | 12     |
| Michail Ganew                    | Klasse bis 86 kg  | Orgodolyn Üitümen      | 6:4      | Alireza Karimi       | 1:3           | ausgeschieden     | ausgeschieden | ausgeschieden               | ausgeschieden | ausgeschieden                | ausgeschieden                | ausgeschieden             | ausgeschieden             | ausgeschieden         | ausgeschieden         | ausgeschieden | ausgeschieden | 8      |
| Dimitar Kumtschew                | Klasse bis 125 kg | Geno Petriaschwili     | 0:4      | ausgeschieden        | ausgeschieden | ausgeschieden     | ausgeschieden | ausgeschieden               | ausgeschieden | ausgeschieden                | ausgeschieden                | ausgeschieden             | ausgeschieden             | ausgeschieden         | ausgeschieden         | ausgeschieden | ausgeschieden | 18     |

### Rudern
| Athleten                           | Wettbewerb   | Vorlauf     | Vorlauf | Vorlauf       | Hoffnungslauf | Hoffnungslauf | Hoffnungslauf | Halbfinale  | Halbfinale | Halbfinale    | Finale      | Finale | Rang |
| Athleten                           | Wettbewerb   | Zeit        | Platz   | Qualifikation | Zeit          | Platz         | Qualifikation | Zeit        | Platz      | Qualifikation | Zeit        | Platz  | Rang |
| ---------------------------------- | ------------ | ----------- | ------- | ------------- | ------------- | ------------- | ------------- | ----------- | ---------- | ------------- | ----------- | ------ | ---- |
| Männer                             |              |             |         |               |               |               |               |             |            |               |             |        |      |
| Georgi Boschilow Kristian Wasiljew | Doppelzweier | 6:44,31 min | 4       | Hoffnungslauf | 6:20,56 min   | 2             | Halbfinale    | 6:47,00 min | 6          | B-Finale      | 7:00,85 min | 3      | 9    |

### Schießen
| Athleten         | Wettbewerb                               | Qualifikation   | Qualifikation | Halbfinale      | Halbfinale    | Finale          | Finale        | Ringe/ Scheiben | Rang |
| Athleten         | Wettbewerb                               | Ringe/ Scheiben | Rang          | Ringe/ Scheiben | Rang          | Ringe/ Scheiben | Rang          | Ringe/ Scheiben | Rang |
| ---------------- | ---------------------------------------- | --------------- | ------------- | --------------- | ------------- | --------------- | ------------- | --------------- | ---- |
| Frauen           |                                          |                 |               |                 |               |                 |               |                 |      |
| Antoaneta Bonewa | Luftpistole 10 Meter                     | 371             | 41            | ausgeschieden   | ausgeschieden | ausgeschieden   | ausgeschieden | 371             | 41   |
| Antoaneta Bonewa | Sportpistole 25 Meter                    | 583             | 5             | 11              | 8             | ausgeschieden   | ausgeschieden | 594             | 8    |
| Männer           |                                          |                 |               |                 |               |                 |               |                 |      |
| Samuil Donkow    | Luftpistole 10 Meter                     | 572             | 34            | ausgeschieden   | ausgeschieden | ausgeschieden   | ausgeschieden | 572             | 34   |
| Samuil Donkow    | Freie Pistole 50 Meter                   | 541             | 32            | ausgeschieden   | ausgeschieden | ausgeschieden   | ausgeschieden | 541             | 32   |
| Anton Risow      | Luftgewehr 10 Meter                      | 617,3           | 42            | ausgeschieden   | ausgeschieden | ausgeschieden   | ausgeschieden | 617,3           | 42   |
| Anton Risow      | Kleinkaliber liegend 50 Meter            | 621,2           | 27            | ausgeschieden   | ausgeschieden | ausgeschieden   | ausgeschieden | 621,2           | 27   |
| Anton Risow      | Kleinkaliber Dreistellungskampf 50 Meter | 1161            | 35            | ausgeschieden   | ausgeschieden | ausgeschieden   | ausgeschieden | 1161            | 35   |

### Schwimmen
| Athleten           | Wettbewerb       | Vorlauf     | Vorlauf | Halbfinale    | Halbfinale    | Finale        | Finale        | Rang |
| Athleten           | Wettbewerb       | Zeit        | Rang    | Zeit          | Rang          | Zeit          | Rang          | Rang |
| ------------------ | ---------------- | ----------- | ------- | ------------- | ------------- | ------------- | ------------- | ---- |
| Frauen             |                  |             |         |               |               |               |               |      |
| Nina Rangelowa     | 100 m Freistil   | 55,71 s     | 31      | ausgeschieden | ausgeschieden | ausgeschieden | ausgeschieden | 31   |
| Nina Rangelowa     | 200 m Freistil   | 1:58,57 min | 22      | ausgeschieden | ausgeschieden | ausgeschieden | ausgeschieden | 22   |
| Männer             |                  |             |         |               |               |               |               |      |
| Alexandar Nikolow  | 100 m Freistil   | 50,08 s     | 41      | ausgeschieden | ausgeschieden | ausgeschieden | ausgeschieden | 41   |
| Wenzislaw Ajdarski | 10 km Freiwasser | –           | –       | –             | –             | 1:53:16,1 h   | 14            | 14   |

### Tennis
| Athleten          | Wettbewerb | 1. Runde        | 1. Runde      | 2. Runde      | 2. Runde      | Achtelfinale  | Achtelfinale  | Viertelfinale | Viertelfinale | Halbfinale    | Halbfinale    | Finale        | Finale        |               |
| Athleten          | Wettbewerb | Gegner          | Ergebnis      | Gegner        | Ergebnis      | Gegner        | Ergebnis      | Gegner        | Ergebnis      | Gegner        | Ergebnis      | Gegner        | Ergebnis      |               |
| ----------------- | ---------- | --------------- | ------------- | ------------- | ------------- | ------------- | ------------- | ------------- | ------------- | ------------- | ------------- | ------------- | ------------- | ------------- |
| Frauen            |            |                 |               |               |               |               |               |               |               |               |               |               |               |               |
| Zwetana Pironkowa | Einzel     | Laura Siegemund | 6:1, 4:6, 2:6 | ausgeschieden | ausgeschieden | ausgeschieden | ausgeschieden | ausgeschieden | ausgeschieden | ausgeschieden | ausgeschieden | ausgeschieden | ausgeschieden | ausgeschieden |
| Männer            |            |                 |               |               |               |               |               |               |               |               |               |               |               |               |
| Grigor Dimitrow   | Einzel     | Marin Čilić     | 1:6, 4:6      | ausgeschieden | ausgeschieden | ausgeschieden | ausgeschieden | ausgeschieden | ausgeschieden | ausgeschieden | ausgeschieden | ausgeschieden | ausgeschieden | ausgeschieden |

### Turnen

#### Rhythmische Sportgymnastik
| Athletinnen                                                                                  | Wettbewerb           | Qualifikation | Qualifikation | Finale | Finale | Rang   |
| Athletinnen                                                                                  | Wettbewerb           | Punkte        | Rang          | Punkte | Rang   | Rang   |
| -------------------------------------------------------------------------------------------- | -------------------- | ------------- | ------------- | ------ | ------ | ------ |
| Frauen                                                                                       |                      |               |               |        |        |        |
| Newjana Wladinowa                                                                            | Mehrkampf Einzel     | 70,966        | 6             | 70,733 | 7      | 7      |
| Reneta Kamberowa Lyubomira Kazanowa Michaela Maewska Zwetelina Najdenowa Christiana Todorowa | Mehrkampf Mannschaft | 34,182        | 7             | 35,766 | 3      | Bronze |